# Клюкова Юлія Миколаївна
Ю́лія Миколаївна Клю́кова (10 січня 1982) — українська фристайлістка.

## З життєпису
Народилась 1982 року в Івано-Франківську. Вихованка Івано-Франківської ДЮСШ.
На XVIII зимових Олімпійських іграх-1998 посіла 8-ме місце.